# 中島満雄
中島 満雄（なかしま みつお、1965年4月29日 - ）は、日本の歌手、ミュージシャン、執筆家。長崎県出身。血液型はO型。

## 略歴
1984年、上京。ベーシストとしてバンド活動を開始。バンド「KNIGHT JACK」を結成。同バンドでボーカル&ベースを担当。
1989年、KNIGHT JACK解散。その後、ベーシスト、ボーカリストとして多数のバンドに参加ののち、1991年「PLANET EARTH」結成。ベースを担当し、都内のライブハウスを中心に活動。後にメジャーデビュー。
1992年、北朝鮮で行われたロックイベントに出演。
PLANET EARTH脱退後、沖縄のバンド「メデューサ」にボーカルとして加入。それに伴い、沖縄へ渡る。
メデューサ解散後、そのまま沖縄に留まり、ライブハウス等で弾き語りを始める。沖縄県内のライブハウス、イベントを中心に活動。
1993年にソロシンガーとしてデビュー。デビュー当時はMITSUO名義であったが、後に「中島満雄（なかじまみつお）」として活動する。本名は（なかしまみつお）。
1995年、BMGビクターに移籍。
株式会社マーサ所属。

## ディスコグラフィ

### シングル
- オーレ! チャンプ（1993年／NAKAZY、ガチャピン、ムック、世田谷ジュニア合唱団名義）
  1. オーレ! チャンプ（「ひらけ!ポンキッキ」挿入歌）
  2. なっとうをおいしくたべるには（歌：永井寛孝とおっ、ぺれった）
  3. オーレ! チャンプ（オリジナル・カラオケ）
  4. なっとうをおいしくたべるには（オリジナル・カラオケ）
- 夏のRevolution（1994年／MITSUO名義）
  1. 夏のRevolution（「アサヒスーパードライ」CMソング）
  2. Without You
  3. 夏のRevolution（オリジナル・カラオケ）
- 幻星神ジャスティライザー（2005年）
  1. 幻星神ジャスティライザー（「幻星神ジャスティライザー」オープニングテーマ）
  2. ライザーグレンのテーマ「ジャスティパワー～正義の剣～」（「幻星神ジャスティライザー」挿入歌）
  3. 幻星神ジャスティライザー（カラオケ）
  4. ライザーグレンのテーマ「ジャスティパワー～正義の剣～」（カラオケ）

### アルバム
- BORN IN THE SUN（1994年／MITSUO名義）
  1. Starting Over
  2. Freedom World
  3. Easygoing
  4. Keep On Rollin’
  5. Heart&Soul
  6. With Me
  7. 夏のRevolution
- Dream Catcher（1997年）
  1. Morning Rain
  2. おまえの番さ
  3. 歩き続けていれば…
  4. 愛は生き続ける
  5. Well Well Well
  6. 勇気を下さい
- ROUTE320（2002年）
  1. Heartless Man
  2. 花となれ
  3. Morning Rain
  4. あの丘で
  5. 愛は生き続ける
  6. 笑い飛ばそう
  7. おまえの番さ
  8. 感じたい事しか感じない
  9. 歩き続けて…
  10. この手を離さないで
  11. 太陽を掲げて

### ミニアルバム
- SOLE! SOLE![1]（2005年／Ricky & Mitsuo名義）
  1. SOLE! SOLE!
  2. だろ?
  3. So Long
  4. 45度の愛
  5. 夢・見・事
  6. 行かないで
- その声で叫べ（2010年）
  1. その声で叫べ
  2. 空
  3. 愛も恋も夢も
  4. YOU
  5. このままじゃ終われない

### オムニバス
- Triangle Snow in Xmas（1998年／K-Ju、MITSUO、Kenjiro名義）

### ゲストボーカル
- YELLOW METAL ORCHESTRA（1998年／METAL SERVICE／YMOトリビュート・アルバム）
- Vintage（2010年／LOHAS BAND with CELICA）
- リアルのレシピ（2010年／上海アリス幻樂団「ムゲンノ音 infinity note」）

### その他
- 闘え!超常戦隊レイスマン（2000年／アージュマニアックス～伊隅四姉妹最期の日～ 挿入曲）

## 著書
- 本物のボーカリストのためのボイトレ論（デザインエッグ社）

## プロデュース
- MONTIES「VIVA!! MONTIES」
- TALT「SIKI SOKU ZE KO0」